# 常妃 (道光帝)
常妃（じょうひ、満洲語: ᡝᠨᡨᡝᡥᡝᠩᡤᡝ
ᡶᡝᡳ　転写：entehengge fei、1808年12月31日（嘉慶13年11月15日巳時） - 1860年10月7日）は、清の道光帝の側室。満洲正白旗の出身。姓は赫舎里（ヘシェリ）氏（Hešeri hala）。誕生日は嘉慶9年11月15日（1804年12月16日）。父は正三品按察司按察使の容海（ルンハイ）。母はイルゲンギョロ（伊爾根覚羅）氏（Irgen gioro hala）。

## 生涯
道光2年（1822年）、八旗選秀により、珍貴人に封ぜられ、入宮した。
道光4年（1824年）、珍嬪に冊封された。
道光5年（1825年）、珍妃に冊封された。
道光6年（1826年）、珍嬪に降格された。
道光9年（1829年）、常貴人に降格された。
道光30年（1850年）、道光帝の崩御により即位した咸豊帝により、皇考常嬪に尊封された。
咸豊10年8月25日（1860年10月7日）、円明園がイギリス・フランス連合軍により破壊された時に驚愕し、円明園で薨去した。同治帝が即位すると、常妃に追封され、慕陵の妃園寝に陪葬された。